# タニジャコウソウ
タニジャコウソウ（谷麝香草、学名：Chelonopsis longipes）は、シソ科ジャコウソウ属の多年草。

## 特徴
茎は根茎から数本が直立し、上部は斜上して、長さは50-70cmになり、下向きに開出する毛が生え、多くは紅紫色をおびる。葉は対生し、葉質はやや薄く、葉身は広披針形または狭倒卵状長楕円形で、長さ8-15cm、幅2.5-5cmになり、先は細長くとがり、縁に鋸歯があり、基部は次第に細まって耳状心形になり、長さ5-10mmになる葉柄がある。葉の両面と特に葉脈上には斜上する毛があり、葉柄にも斜上する毛が生える。
花期は9-10月。上部の茎の葉腋から長い花序柄をだし、その先に1-3個からなる集散花序をつける。花序柄は下垂し、長さは1.5-5cmになり、小花柄は1-3mmになる。花序柄、小花柄ともに毛が密生する。萼は鐘形で圧毛が生え、長さ7-8mmになり、先は不等に浅く5裂し、果時には球状の鐘形になって大きく膨らんで先がすぼまり、長さは15-18mmになる。花冠は長さ3.5-4cmになる2唇形で、淡紅紫色をし、筒部は長く、上唇が短く、下唇はやや長く先は半開して3裂する。雄蕊は4個あり、下側の2個が長い。雌蕊は1個ある。果実は長さ約1cmになる分果で、1-3個あり、宿存性の萼に包まれる。

## 分布と生育環境
日本固有種。本州の神奈川県以西、四国、九州の、おもに太平洋側に分布し、温帯の山地の谷沿いなどの湿った林床に生育する。

## 名前の由来
和名タニジャコウソウは、「谷麝香草」の意。牧野富太郎(1898) による命名である。
種小名（種形容語）longipes は「長柄の」の意味。(牧野(1898)) による記載命名で、シンタイプは、高知県高岡郡新荘村（現、須崎市）、高知市土佐山、高知県高岡郡佐川村（現、佐川町）および高知市鷲尾山で採集されたもの。

## 分類
日本に分布する本属の3種は日本固有種。本種は、他の2種と比べ花序柄が著しく長い。ジャコウソウ Chelonopsis moschata は、茎に鈍い4稜があり、長さ50-100cmになり斜上する。アシタカジャコウソウ C. yagiharana は、茎は円柱形で、高さ20-40cmでほとんど直立する。3種とも「麝香」の名がつくが、そのような香りはない。
一方、イブキジャコウソウ Thymus quinquecostatus は、名前が似ているが、属が異なり、イブキジャコウソウ属 Thymus に属する。この属は「麝香」の名前のとおり、植物体全体に芳香がある。

## 種の保全状況評価
準絶滅危惧（NT）（環境省レッドリスト）
（2019年、環境省。2012年の環境省第4次レッドリストから新たに準絶滅危惧にランキング）

## 下位分類
- シロバナタニジャコウソウ Chelonopsis longipes Makino f. albiflora Honda[10] - タイプ標本は、三重県伊勢市島路山で採集されたもの[10][11]。

## ギャラリー

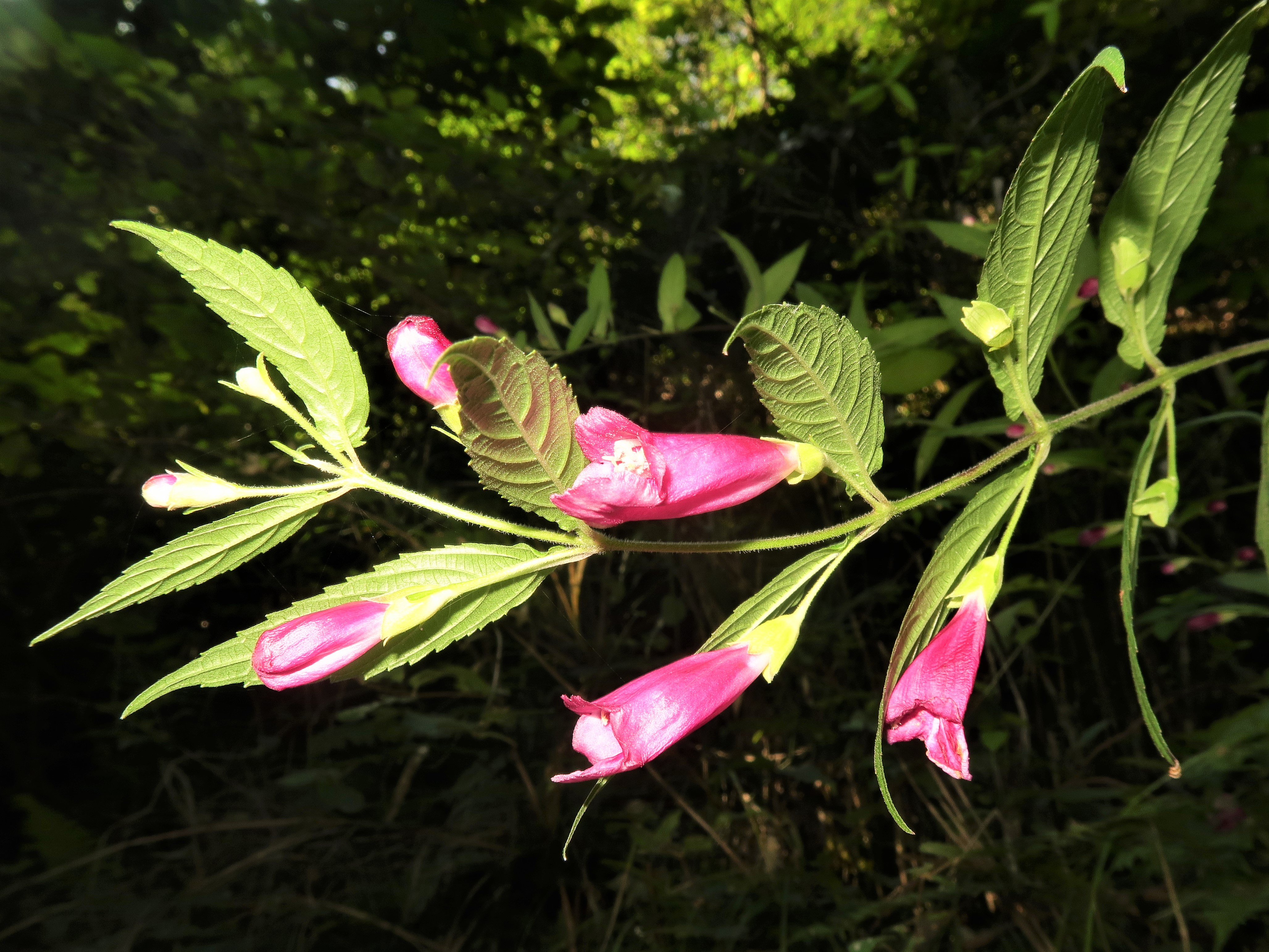
花は上部の茎の葉腋から長い花序柄をだしてつく。
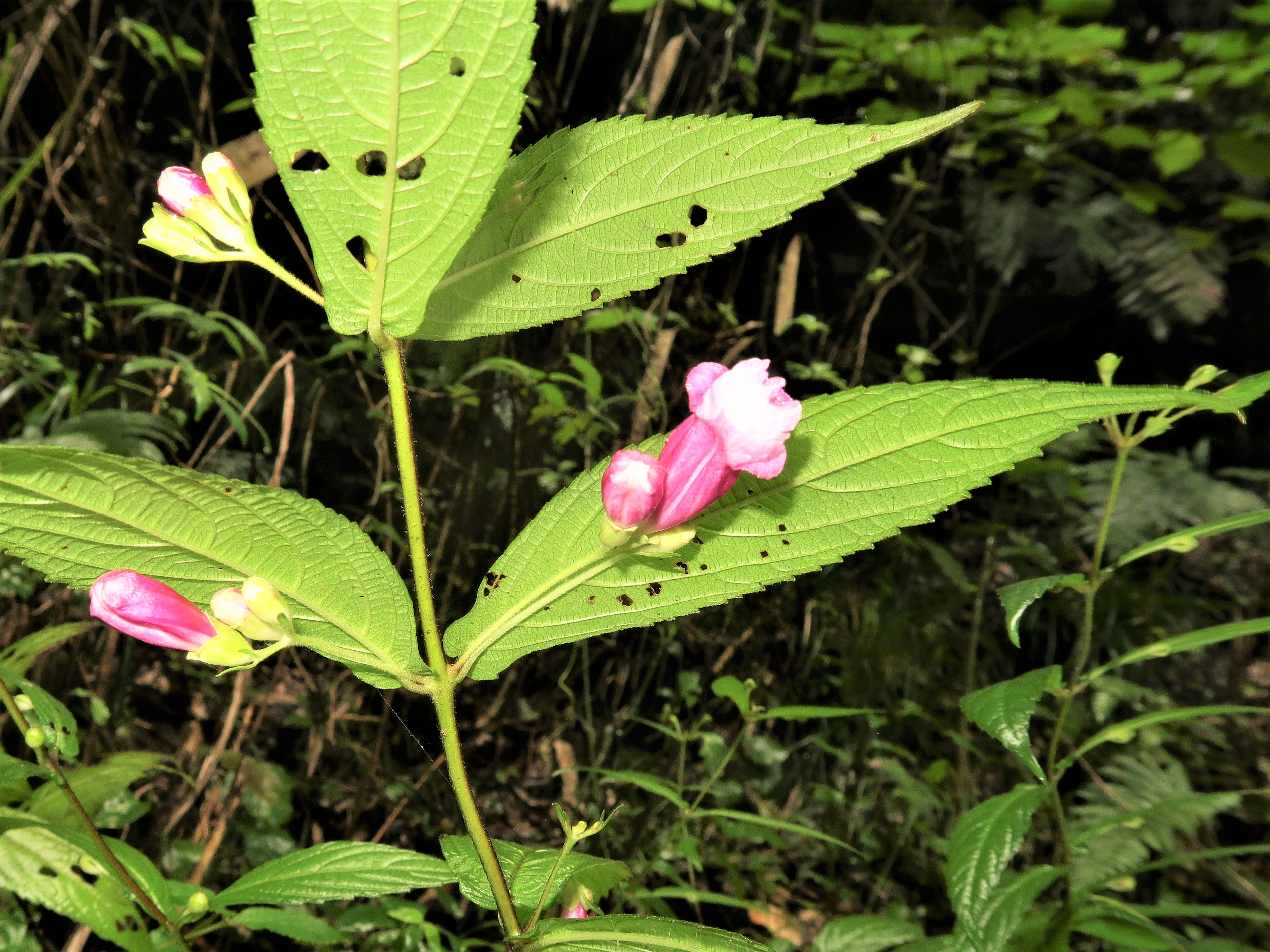
花序柄は葉柄より著しく長く、花序柄、小花柄ともに毛が密生する。
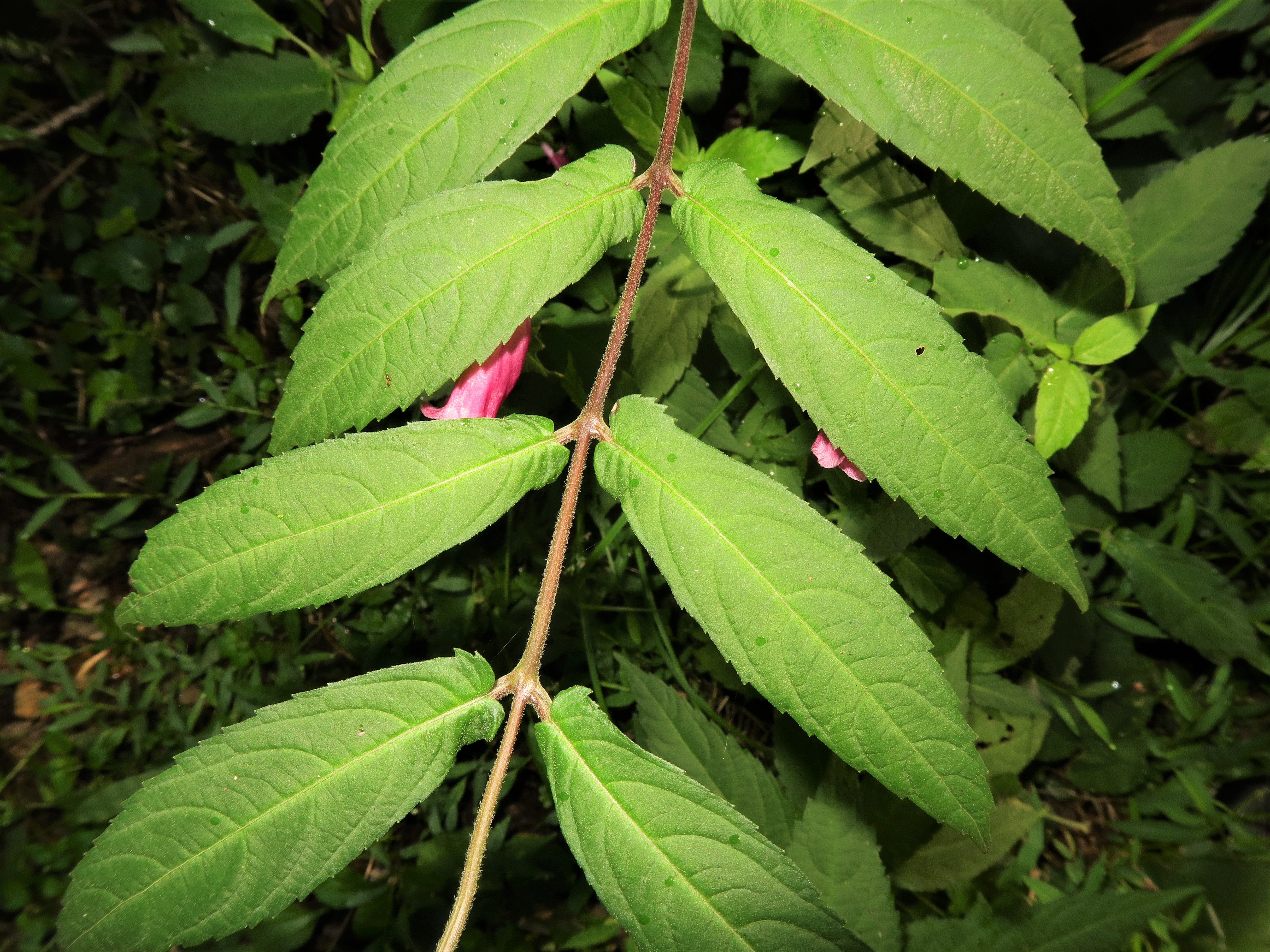
葉は対生し、葉の基部は次第に細まって耳状心形になり、短い葉柄がある。
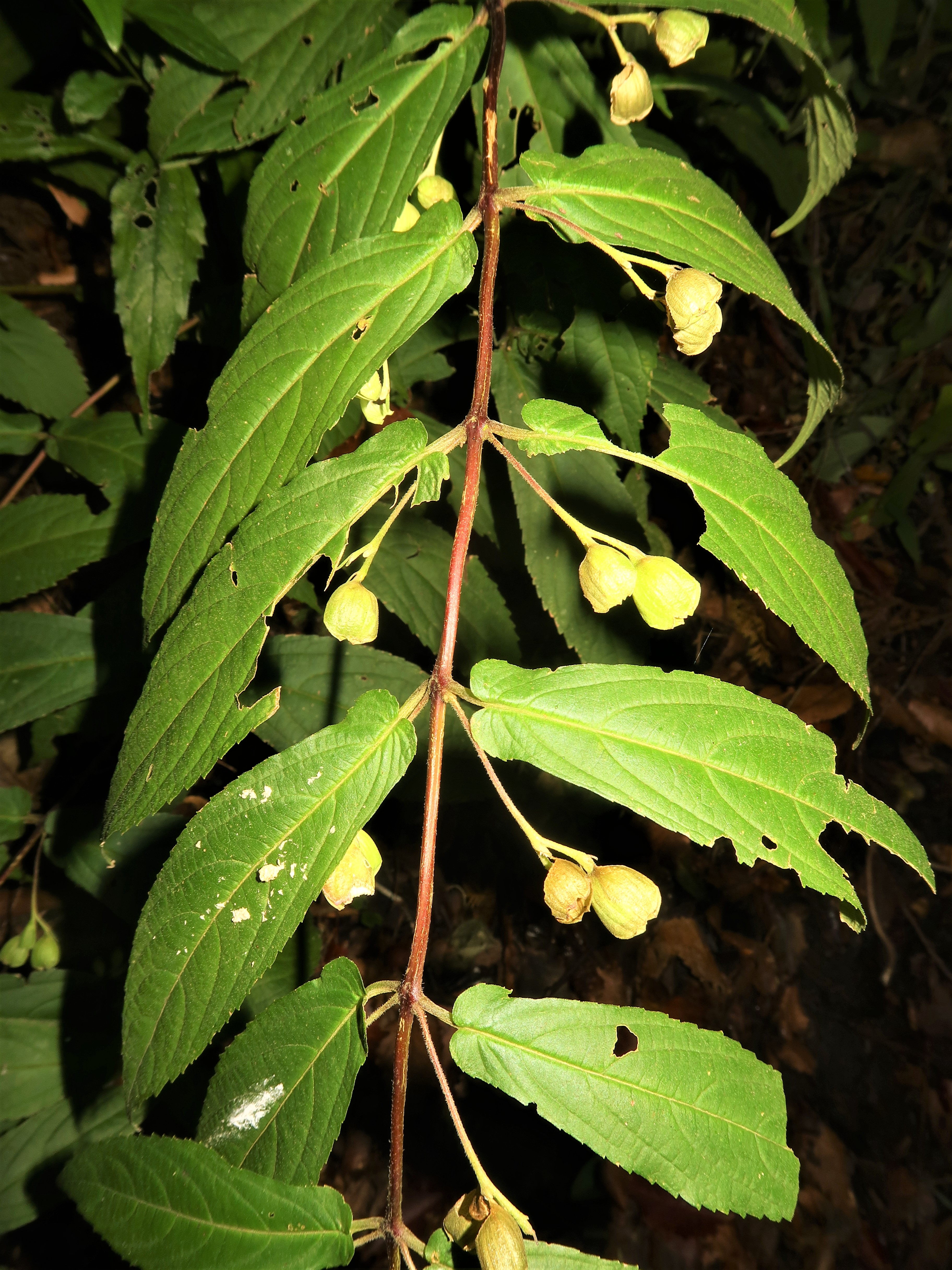
果時に宿存性の萼は肥大し、果実を包む。